# 리스타트 (2021년 미국 영화)
《리스타트》(영어: Boss Level)는 2020년 공개된 미국의 SF 액션 영화이다. 조 카너핸 감독이 연출했고, 프랭크 그릴로, 멜 깁슨, 나오미 와츠, 미셸 요 등이 출연했다.

## 줄거리
전 델타 포스 출신인 로이는 애틀랜타에서 암살자들에게 시달리는 매일을 반복하고 있다. 아침 7시에 집 침대 위에서 깨어나자마자 습격을 회피하고, 헬기의 폭격을 받은 집을 빠져나오고, 종일 덮쳐오는 암살자들을 피하고, 저녁에 단골 술집에서 친구들의 농담을 받아주다가 밤 12시 47분에 결국 살해를 당한 뒤 다시 아침 7시로 되돌아 간다. 로이는 이를 145번 반복한 참이다.
이 타임 루프에 빠지기 하루 전 별거 중인 아내 제마는 일자리 면접 기회를 준다는 명목으로 로이를 자신의 직장인 방위 산업체 '다이나우 연구소'로 불러냈었다. 로이와 제마는 반가움을 표했지만 곧 외아들 조를 두고 다투었고 제마의 상사인 벤터가 로이를 쫓아내려하자 제마는 잽싸게 로이의 머리카락을 한 움큼 잘라낸 뒤 '오시리스'를 기억하라고 했다. 그날 밤 치과 위생사 앨리스를 만나 잠자리를 가진 로이는 다음 날부터 루프에 빠졌다.
루프 중에 로이는 제마의 행방을 찾기 위해 다이나우에 연락하는데, 벤터가 전화를 받고는 제마가 실족사해 죽었다고 알린다. 로이는 제마의 죽음에 죄책감을 느끼고, 홀로 남은 아들 조와 시간을 보내기로 한다. 고전 게임이 취미인 조는 로이가 아버지인 줄도 모르고 있다. 로이는 조와 지하 게임 센터에서 즐거운 시간을 보낸 뒤 암살자들에게 살해되기 직전 자신이 아버지임을 알린다.
다음 루프에서 로이는 지하에 있던 자신을 암살자들이 찾아내지 못한 것에 의문을 갖는다. 로이는 보안 회사에 다니는 술집 친구를 통해 앨리스가 자신의 이에 추적 장치를 달았음을 알아내고 이를 뽑아 장치를 제거한다. 앨리스와 암살자들을 협박하여 배후에 벤터가 있음을 알게 된 로이는, 이후 시행착오를 겪으며 암살자들을 차례로 처단한다.
마침내 로이는 다이나우에 쳐들어가지만 번번이 벤터에게 저지당한다. 죽어가는 로이의 앞에서 벤터는 역사를 다시 쓸 수 있는 양자 장치 '오시리스 스핀들'을 써서 세계를 지배할 계획임을 밝힌다. 이어 벤터는 자신이 제마를 죽였다고 시인한다. 제마는 이런 벤터를 막기 위해 로이를 루프에 집어 넣었던 것이다. 이를 깨달은 로이는 검술을 수련한 끝에 벤터를 살해하는 데 성공한다. 하지만 조가 암살자들에게 살해됐음을 알게 되고, 이를 슬퍼하는 사이 한계가 온 오시리스 스핀들이 폭발하면서 세계를 종말에 빠뜨린다.
자포자기의 심정으로 몇 번의 루프를 그냥 흘려보낸 로이는 이후 루프를 조에게 쏟기로 하고 매 루프마다 스핀들이 폭발하기 직전까지 조와 둘만의 시간을 보낸다. 한 루프에서 로이는 조와 대화를 하다가 제마가 그날 아침 7시 이후에도 얼마간 살아있었음을 알아내고, 제마를 구할 수 있음을 깨닫는다.
제마가 자신이 아침 7시에 깨어나고 14분 후에 살해됐다는 걸 알아낸 로이는 다음 루프에서 헬기를 탈취해 다이나우로 가서 벤터를 처단하고 제마와 재회한다. 로이는 제마에게 이때까지의 여정을 털어놓는다. 제마는 오시리스를 재설정해 종말을 멈추려면 로이가 오시리스 스핀들 안으로 들어가야 하며, 이후 로이에게는 같은 하루를 재시작하거나 영구한 죽음을 맞이하는 두 가지 경우의 수가 존재한다고 말한다. 로이는 운명을 기꺼이 받아들이고 제마를 뒤로 한 채 오시리스 스핀들 속으로 걸어들어간다.

## 출연진
- 프랭크 그릴로 - 로이 펄버 역
- 멜 깁슨 - 클라이브 벤터 대령 역
- 나오미 와츠 - 제마 웰스 역
- 애너벨 월리스 - 앨리스 역
- 켄 정 - 셰프 제이크 역
- 윌 새소 - 브렛 역
- 설리나 로 - 관 인 역
- 미셸 요 - 다이 펑 역
- 마틸드 올리비에 - 개브리엘 역
- 롭 그론카우스키 - 헬기 사수 역
- 퀸턴 잭슨, 러샤드 에번스 - 독일인 쌍둥이 역
- 애덤 사이먼 - 라우드마우스 역

## 같이 보기
- 보스 (비디오 게임 용어)
- 레벨 (비디오 게임 용어)
- 비디오 게임을 원작으로 한 영화 목록